# جاناطاس
جاناطاس (بالكازاخية: Жаңатас، وتنطق: ژاناتاس؛ بالروسية: Жанатас)، هي مدينة تقع في منطقة سارسو ضمن إقليم جامبيل جنوب كازاخستان. يُترجم اسمها إلى "الحجر الجديد" باللغة الكازاخية، في إشارة إلى ترسّبات الفوسفوريت المُكتشفة حديثًا في المنطقة. وهي المركز الإداري لمنطقة سارسو. بلغ عدد عدد السكان: 20,731 نسمة (وفقًا لتعداد عام 2009)؛ وكان عددهم 25,927 نسمة بحسب تعداد عام 1999.

## الجغرافيا
تقع بلدة جاناطاس شمال منحدرات قره‌تاو، على ضفاف نهر بوركيتي (بالكازاخية: Бүркітті)، وهو رافد أيسر لنهر شاباقتي. تقع قرية سوداكنت على بُعد 25 كيلومترًا إلى الشمال الشرقي.

## التاريخ
تأسست جاناطاس عام 1964 كمستوطنة لخدمة مناجم الفوسفوريت المكتشفة حديثًا. وفي عام 1969، مُنحت صفة مدينة.
شهدت المدينة نموًا مستمرًا حتى تسعينيات القرن العشرين، حينما أُغلقت معظم المنشآت الصناعية بسبب المصاعب الاقتصادية، ما أدى إلى تراجع عدد السكان. واعتبارًا من عام 2013، بقيت بعض الأحياء السكنية مهجورة.